# Crotalaria lutescens
Crotalaria lutescens là một loài thực vật có hoa trong họ Đậu. Loài này được Dalzell miêu tả khoa học đầu tiên.